# Berndorf (Baixa Áustria)
Berndorf é um município e cidade da Áustria localizado no distrito de Baden, no estado de Baixa Áustria. Devido ao seu desenvolvimento industrial no século XIX é conhecida como a cidade Krupp.

## Distritos
A cidade é composta por 4 distritos:
- Berndorf-Stadt
- St. Veit
- Ödlitz
- Veitsau / Steinhof

## História
A existência de artefactos de várias épocas da Idade da Pedra demonstram a antiguidade da ocupação humana nesta região. 
É provável que Perindorf tenha obtido o seu topónimo a partir de um homem chamado Pero, que assentou ali em 1070. O topónimo Perendorf foi primeiro referido em 1133.
Ao longo das décadas seguintes, Berndorf foi atacada por Magiares e Otomanos.
No século XVIII, empresas metalúrgicas como Neuhirtenberger Kupferhammer, que usou o primeiro motor a vapor da Baixa Áustria em 1836, instalaram-se nesta região. Antes disso, a principal fonte de energia era a hidroelétrica do Triesting.
No século XIX a maioria dos habitantes de Berndorf e as suas vilas vizinhas trabalhava na indústria do metal. Em 1844, quando a fábrica de cutelaria de Alexander Schoeller e Hermann Krupp foi criada, Berndorf não tinha mais de 50 casas com cerca de 180 habitantes. Inicialmente existiam 50 trabalhadores, mas ao longo dos anos, a companhia desenvolveu-se e tornou-se numa empresa multi-nacional com mais de 6000 empregados. O desenvolvimento da cidade de Berndorf está proximamente relacionado com a história da família Krupp. Arthur Krupp, filho de Herman Krupp, fundou uma escola primária privada e uma piscina pública, bem como a igreja neo-barroca de Santa Margaret.
Em 1923, os comunistas de Berndorf, St. Veit, Ödlitz e Veitsau uniram-se e formaram a cidade de Berndorf.
Após o Anschluss em 1938, a companhia de Arthur Krupp tornou-se parte do gigante alemão Krupp. Devido à sua importância industrial, Berndorf foi também um alvo importante dos ataques aéreos. Durante a Segunda Guerra Mundial, Berndorf não foi poupada às forças da natureza. As cheias em 1939 e 1944 foram as mais destrutivas na história do rio Triesting. 
Quando a guerra terminou, a companhia metalúrgica foi confiscada pelo Exército Soviético e incorporado no USIA. Em 1957, foi devolvido ao Estado da Áustria e fundido com Vereinigte Aluminiumwerke Ranshofen (VAW).
Devido aos problemas financeiros das indústrias socializadas nos anos 1980, o consórcio de Berndorf foi desfeito e entregue a mãos privadas.

## População
| População de Berndorf | População de Berndorf | População de Berndorf | População de Berndorf | População de Berndorf | População de Berndorf | População de Berndorf | População de Berndorf | População de Berndorf | População de Berndorf | População de Berndorf | População de Berndorf | População de Berndorf | População de Berndorf | População de Berndorf |
| --------------------- | --------------------- | --------------------- | --------------------- | --------------------- | --------------------- | --------------------- | --------------------- | --------------------- | --------------------- | --------------------- | --------------------- | --------------------- | --------------------- | --------------------- |
| 1869                  | 1880                  | 1890                  | 1900                  | 1911                  | 1923                  | 1934                  | 1939                  | 1951                  | 1961                  | 1971                  | 1981                  | 1991                  | 2001                  | 2011                  |
| 3331                  | 4172                  | 6776                  | 9117                  | 12788                 | 12604                 | 10949                 | 10959                 | 9541                  | 8992                  | 8690                  | 8690                  | 8264                  | 8642                  | 8763                  |

## Cultura

### Teatro
O festival anual de teatro decorre no teatro municipal de Berndorf todos os verões.

### Património
- Teatro Municipal de Berndorf
- Escolas Krupp
- Guglzipf com o seu miradouro
- Museu Estadual Krupp
- Urso de ferro
- Igreja de Santa Margaret
- Igreja de Santa Maria

## Geminações
- Ōhasama (Japão, actualmente parte de Hanamaki)
- Sigmundsherberg, Áustria